# Tanuter
Tanuter (staroarmensko տանուտէր, prečrkovano tanuter, dobesedno hiša + gospod, slovensko najemodajalec) je bil glava plemiške družine (naharar) v staroveški in srednjeveški Armeniji. Naziv je enakovreden perzijskemu nazivu arbab, ki pomeni šef, gospodar ali najemodajalec.
Pred sovjetsko priključitvijo vzhodne Armenije leta 1828 se je s tanuterjem naslavljal vaški starešina. Naziv je bil običajno deden in se je prenašal z očeta na najstarejšega sina. Pravice zemljiškega gospodarja niso zajemale samo članov njegovega klana, temveč tudi na lastnike zemljišč, ki so mu pripadali, in registrirane prebivalce. 
Med perzijsko vladavino so se tanuter imenovali tudi tisti armenski marzbani, ki jih je izvolil armenski svet starešin izmed armenskih knezov. Slednji so se kasneje preimenovali v kneze.

## Vir
- Bournoutian, George (15. maj 2018). Armenia and Imperial Decline: The Yerevan Province, 1900-1914. Routledge. str. 62. ISBN 978-1-351-06260-2.